# Xanthophytum
Xanthophytum är ett släkte av måreväxter. Xanthophytum ingår i familjen måreväxter.

## Dottertaxa tillXanthophytum, i alfabetisk ordning[1]
- Xanthophytum alopecurum
- Xanthophytum attopevense
- Xanthophytum balansae
- Xanthophytum borneense
- Xanthophytum brookei
- Xanthophytum bullatum
- Xanthophytum calycinum
- Xanthophytum capitatum
- Xanthophytum capitellatum
- Xanthophytum cylindricum
- Xanthophytum ferrugineum
- Xanthophytum foliaceum
- Xanthophytum fruticulosum
- Xanthophytum glabrum
- Xanthophytum glomeratum
- Xanthophytum grandiflorum
- Xanthophytum grandifolium
- Xanthophytum involucratum
- Xanthophytum johannis-winkleri
- Xanthophytum kinabaluense
- Xanthophytum kwangtungense
- Xanthophytum longipedunculatum
- Xanthophytum magnisepalum
- Xanthophytum minus
- Xanthophytum nitens
- Xanthophytum olivaceum
- Xanthophytum papuanum
- Xanthophytum polyanthum
- Xanthophytum pubistylosum
- Xanthophytum semiorbiculare
- Xanthophytum sessile
- Xanthophytum setosum